# Mensvärk
Mensvärk (latiniserat: dysmenorré) är bäckensmärta som förekommer i anslutning till menstruation. Mensvärk kan uppträda tillsammans med premenstruellt syndrom (PMS).
Mensvärk kan indelas i primär typ (vanlig mensvärk) och sekundär typ (som beror på någon sjukdom).

## Symtom
Mensvärken börjar vanligen i anslutning till första mensen (menarche) om det är primär typ. Smärtutbrottet börjar någon dag innan menstruationen eller precis i anslutning till att den börjar. Den pågår vanligen i upp till 72 timmar men kan vara mer kortvarig. Smärtan är lokaliserad till bäckenregionen och kan stråla ner mot benen och ut mot svanken. Smärtan vid primär typ påminner om den vid förlossning och kan vara krampartad eller molande. Mensvärk som inte beror på någon underliggande sjukdom kan fortfarande uppkomma med andra symtom, såsom illamående, svaghetskänsla, diarré med mer.

## Förekomst
Varannan kvinna lider av mensvärk i någon form. Det är vanligast före 30 års ålder, bland rökare och bland personer som inte fött barn. Hos unga kvinnor finns studier på att uppåt 90 procent lider av mensvärk. Framförallt är endometrios en orsak, vilket är en sjukdom som drabbar 10 procent av alla kvinnor.

## Orsaker
Mensvärk beror på sammandragningar i livmodern, som stimuleras av ett prostaglandin (F2α (PGF2α)) under mensens första dagar eller dagarna innan. Prostaglandinets roll vid tillståndet är mycket välbekräftat, och nivåerna av F2α sammanfaller med smärtans intensitet, utbrott och varaktighet. Också hormonet vasopressin kan vara inblandat. Det finns flera olika slags prostaglandiner. Den som orsakar mensvärk bildas i livmoderslemhinnan i anslutning till menstruationen, och när livmoderslemhinnan utsöndrats från kroppen minskar prostaglandinet snabbt och värken försvinner.
Resultatet av sammandragningarna blir en form av träningsvärk i livmodermuskulaturen: sammandragningarna blir så kraftiga att det uppstår syrebrist (ischemi).
Om mensvärken beror på någon form av sjukdom eller anatomisk avvikelse kallas den sekundär mensvärk, medan menssmärta utan organisk orsak kallas primär mensvärk. Sekundär mensvärk kan exempelvis bero på endometrios, myom, ovarialtorsion (äggstocksvred), eller på inflammation i de inre könsorganen, exempelvis könssjukdom eller äggledarinflammation.[källa behövs]

## Riskfaktorer
Risken för primär typ ökar av att ha haft tidig pubertet (menarche före 12 års ålder), inte ha fött barn, att vara rökare, att ha kraftiga menstruationer, av fetma och av att nära släktingar har mensvärk. Om livmoderhalsen är trång, livmodern felplacerad eller det finns andra anatomiska egenheter ökar risken att drabbas. Eftersom smärtan handlar om att livmoderslemhinnan ska stötas ut, ökar också risken av att vara stillasittande och att inte få tillräcklig motion före utbrottet.

## Förebyggande
Många kan lindra sin mensvärk med receptfria smärtstillande läkemedel eller genom att lägga något varmt på magen eller mot ryggen. Att ta en promenad eller träna innan mensen kan hjälpa en del kvinnor att förebygga värk. En sammanställning av forskning som i Sverige har kommenterats av SBU, visar att det är möjligt att svår menssmärta (som inte beror på sjukdom) hos unga kvinnor kan lindras av att vara fysiskt aktiv 45-60 minuter ett par, tre gånger i veckan, jämfört med att vara stillasittande. Däremot finns det ingen forskning som kan visa om träning under själva menstruationen skulle kunna påverka värken.

### Webbkällor
- https://www.1177.se/Stockholm/sjukdomar--besvar/konsorgan/mens-blodningar-och-flytningar/mensvark/
- Mensvärk; Smärta.nu; Astra Zeneca; 2017-05-17